# 格洛戈瓦茨
格洛戈瓦茨（羅馬化：Glogovac）是科索沃普里什蒂納區格洛戈瓦茨市镇内的城镇及行政中心。2011年人口普查时城镇人口数量为6,143人，而整个市镇的人口数量则为58,531人。

## 外部連結
- 格洛戈瓦茨市镇官方网站 （页面存档备份，存于）
- OSCE municipal profile of Gllogovc / Glogovac （页面存档备份，存于）
- Turkish and Albanian project
- "Ethnic Cleansing" in the Glogovac Municipality
- SOK Kosovo and its population